# Linda Bassett
Linda Bassett, född 4 februari 1950 i Pluckley i Kent, är en brittisk (engelsk) skådespelare. Hon har bland annat medverkat i TV-serierna Från Lark Rise till  Candleford 2008–2011 och Barnmorskan i East End.

## Filmografi i urval
- 1989 – Traffik (TV-serie) (fyra avsnitt)
- 1991 – Let Him Have It
- 1995 – Haunted
- 1996 – Mary Reilly
- 1997 – Oscar och Lucinda
- 1999 – East Is East
- 1999 – Underbara människor
- 2000 – Don Quijote (TV-film)
- 2002 – Timmarna
- 2003 – Kalenderflickorna
- 2005 – Kinky Boots
- 2005 – Me, Myself & Kubrick
- 2005 – Separate Lies
- 2008 – The Reader
- 2008 – Cass
- 2008 – Förnuft och känsla (TV-serie) (tre avsnitt)
- 2008–2011 – Från Lark Rise till Candleford (TV-serie) (36 avsnitt)
- 2010 – West Is West
- 2010–2012 – Grandma's House (TV-serie) (tolv avsnitt)
- 2013 – Spies of Warsaw (TV-serie) (fyra avsnitt)
- 2014 – Effie Gray
- 2015–2017 – Barnmorskan i East End (TV-serie) (25 avsnitt)